# Guaimbê (ort)
Guaimbê är en ort i Brasilien.   Den ligger i kommunen Guaimbê och delstaten São Paulo, i den södra delen av landet, 700 km söder om huvudstaden Brasília. Guaimbê ligger 481 meter över havet och antalet invånare är 5 425.
Terrängen runt Guaimbê är platt. Närmaste större samhälle är Getulina, 12,8 km norr om Guaimbê.
Omgivningarna runt Guaimbê är huvudsakligen savann. Runt Guaimbê är det ganska glesbefolkat, med 34 invånare per kvadratkilometer.